# Jörg Haider
Jörg Haider (Felső-Ausztria, Bad Goisern, 1950. január 26. – Lambichl, 2008. október 11.) osztrák nacionalista politikus, 1986-tól 2000-ig a jobboldali Osztrák Szabadságpárt, az FPÖ elnöke volt. 2005 áprilisában kilépett a Szabadságpártból és új pártot alapított Szövetség Ausztria Jövőjéért (BZÖ) néven. 1989 és 1991 között, valamint 1999-től haláláig Karintia kormányzója volt. 2008-ban autóbalesetben vesztette életét. Politikai pályafutását igen erős nemzetiségellenesség jellemezte.[forrás?]

## Fiatalkora
Haider szülei 1945-ben házasodtak össze, apja cipész, az anyja egy orvoscsaládból származott. Mindketten meggyőződéses nemzetiszocialisták voltak, sőt, apja, Robert Haider annak idején tagja volt az Ausztriában betiltott illegális NSDAP-nak is. Harcolt a második világháborúban, a keleti és a nyugati fronton, többször meg is sebesült. Az anyja is szerepet vállalt a Bund Deutscher Mädelben.
Általános iskolai tanulmányait szülőfalujában végezte, Bad Ischlben érettségizett 1968-ban, majd egyévi polgári szolgálat után a Bécsi Egyetemen hallgatott jog- és államtudományokat. 1973-ban szerzett doktorátust, majd rövid ideig asszisztensként dolgozott a kar állam- és közigazgatási jogi intézetében Günther Winkler professzor mellett.

## Politikai pályafutása
Első közéleti szereplése egy 1966-os beszédmondó-versenyen volt, melyet megnyert.[forrás?] Korán belépett az Osztrák Szabadságpártba, melynek ifjúsági szervezetét vezette 1971 és 1975 között. 1979-ben az osztrák nemzetgyűlés legfiatalabb képviselője lett.[forrás?] Miután pártja 1983-ban kormányra lépett az osztrák szocialista párttal, pártja liberális szárnyának egyik legnagyobb kritikusa lett.
1986-ban a párt nacionalista szárnyának segítségével megbuktatta Norbert Steger addigi pártelnököt. Erre reagálva Franz Vranitzky kancellár felmondta a koalíciót az FPÖ-vel. Az emiatt kiírt időközi választáson a párt megduplázta szavazatainak számát. Kampányában Haider elsősorban a működő osztrák politikai rendszert és a viszonyait kritizálta.
1989-ben a konzervatív Osztrák Néppárt képviselőinek segítségével megválasztották Karintia miniszterelnökévé (Landeshauptmann), de két évvel később egy elveszített bizalmatlansági indítványt követően távozni kényszerült pozíciójából. Háttérindoka az indítványnak Haider egy, a tartományi gyűlésen elmondott beszéde volt, melyben kijelentette, hogy a Harmadik Birodalom rendes foglalkoztatáspolitikával rendelkezett, a bécsi kormánnyal ellentétben.
Külpolitikai szempontból EU-szkeptikusnak számított, bár 1993-ig támogatta hazája európai uniós csatlakozását és nem ellenezte Törökország felvételét (az FPÖ-vel ellentétben).
1999-ben újraindult Karintia miniszterelnöki pozíciójáért, a választást pártja 42,09%-kal nyerte meg, így nem volt szüksége más párt támogatására, újra a tartomány vezetőjévé választották. Az ugyanebben az évben tartott nemzetgyűlési választáson az FPÖ a második legtöbb szavazatot érte el, majd a néppárti Wolfgang Schüssel vezetésével kormányt alakított. Ez – Haider nacionalista, bevándorlásellenes nézetei miatt – nemzetközi tiltakozást váltott ki, az Európai Unió akkori tagállamai (és Csehország) diplomáciai, ill. politikai szankciókat alkalmaztak Ausztria ellen. Csütörtökönként kormányellenes tüntetők demonstráltak a kormánykoalíció ellen.
2000 februárjában meglepetésre lemondott pártelnöki posztjáról, bár végig állította, hogy semmi köze a nemzetközi nyomásnak ehhez, de szövetségi pozíció nélkül is Ausztria egyik legbefolyásosabb politikusa maradt. Két évvel később hevesen kritizálta pártja egyes vezető tisztségviselőit azok kormányzati tevékenysége miatt. Az ugyanebben az évben tartott pártkongresszuson eszkalálódott a helyzet, melynek következtében több vezető politikus lemondott. Vissza akarta szerezni pártelnöki pozícióját, de visszalépett, mert elmondása szerint megfenyegették őt és családját. A 2002-ben tartott választáson nagyarányú szavazatvesztést szenvedett az FPÖ, melynek következtében Haider bejelentette lemondását tartományfőnöki pozíciójáról, de végül ezt nem tette meg.
2004-ben újraválasztották tartományfőnökké. Ugyanebben az évben, miután elvesztette pártja az európai parlamenti választásokat, újra felkérték a pártelnöki poszt ellátására, de meglepetésre elutasította azt. Helyette testvére, Ursula Haubner lett a pártelnök.

### A BZÖ élén

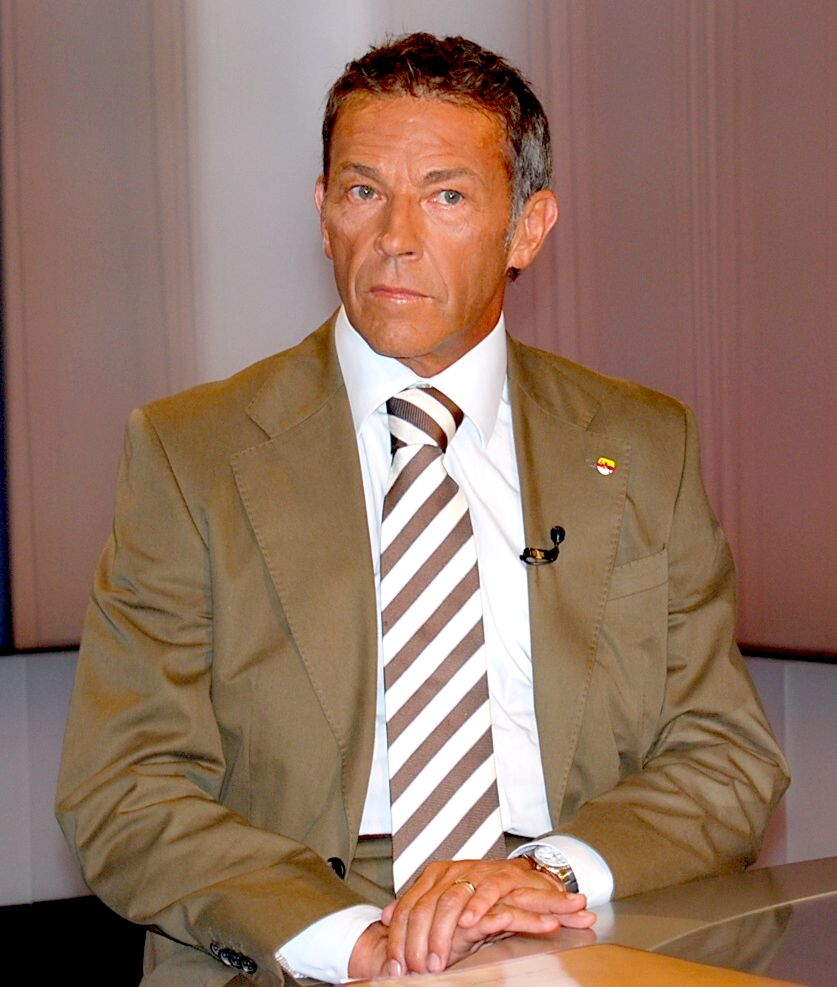
A 2008-as választásokat megelőző televíziós vita közben

2005-ben az FPÖ nagyarányú vereséget szenvedett az alsó-ausztriai önkormányzati választáson, emiatt heves viták alakultak ki a pártban. Haider a párt fiatalítását szorgalmazta, de jelezte, hogy „vészhelyzetben” átvenné a pártot. Ötletét nem fogadták osztatlan örömmel, a bécsi elnök, Heinz-Christian Strache indulni szeretett volna ellene a pártkongresszuson. Erre reagálva Haider megalapította a Szövetség Ausztria Jövőjéért (Bündnis für die Zukunft Österreichs) nevű pártot, melybe több vezető FPÖ-politikus is belépett. Pár nappal később az ideiglenes FPÖ-elnökség kizárta Haidert a pártból. Új pártjának jelszavaiban a „globalizáció rablókapitalizmusát” ostorozta, de továbbra is fennmaradtak bevándorlás- és kisebbségellenes kijelentései.
Több tartományi választáson elszenvedett választási vereség után Haider leadta a pártelnöki pozíciót és annak karintiai elnöke lett. A karintiai gyűlésben működő BZÖ–SPÖ-koalíció szociálpolitikai különbségek miatt felbomlott. Nem sokkal később végleg átadta a BZÖ vezető pozícióját Peter Westenthalernak. 2006-ban a párt bejutott a nemzetgyűlésbe. 2008-ban bejelentette, hogy az időközi választáson pártja listavezetője lesz, de a mandátumot nem fogadja el, hanem marad tartományfőnök. Westhentaler pártelnök lemondása után újra Haidert választották a párt elnökévé. A választáson a BZÖ 10,7%-os eredménnyel megduplázta szavazói számát, melyet elsősorban Haider indulásának tulajdonítottak.

## Halála
2008 októberében Lambichl közelében autóbalesetet szenvedett, melyben olyan súlyos sérüléseket szerzett, hogy a helyszínen meghalt. A boncolás során vérében 1,8 ezrelék alkoholt találtak, amely az osztrák törvények szerint is tiltott, hogy így volán mögé üljön, ezenkívül a szolgálati gépjárműve műszerei szerint 142 km/h sebességgel haladt ott, ahol a megengedett sebesség 70 km/h volt. 

## Viták személye körül
„Jó dolog, hogy még vannak ezen a világon állhatatos emberek, akiknek karakterük van, akik a legnagyobb ellenszélben is mindmáig hűek maradtak elveikhez.”

– Haider a Waffen SS veteránjai előtt.

Nagy vitát váltott ki többek közt azon kijelentése, melyben a Waffen-SS tagjainak elvi hűségét dicsérte. Ezen vitatott kijelentései miatt bírósági eljárás is indult ellene.

### Idegenellenes politikája
Haider magyarellenes hangulatkeltést is bevetett választási kampányában: ígérete szerint bezárták volna a nemrég megnyílt kishatárátkelőket.
Törvényben betiltotta a mecsetek és minaretek építését tartományában, továbbá ellenezte a muzulmán nők fejkendőviselését. 2008 tavaszán az osztrák-olasz határ fokozott ellenőrzését követelte, hogy saját szavaival élve megakadályozza a „cigány népvándorlást”. Kitoloncoltatta a tartomány azon bevándorlóit, akik bűncselekmény elkövetésének gyanújába keveredtek.
Karintiában a szlovén kisebbség anyanyelvi oktatása is jelentősen csorbult és számos szlovént szorított ki a tartomány politikai életéből.

### Zsidókhoz való viszonya
Haidert széles körben elítélték zsidóellenes nyilatkozatai miatt. Szintén gyakran kritizálták azon kijelentéseit, melyekben kedvező színben tüntette fel a náci pártot, miközben kritikusan szólt a zsidókról.

## Magánélete
Haider 1976. május 1-jén feleségül vette Claudia Hofmannt. Két gyermekük született, Ulrike és Cornelia.
Haider szexuális irányultsága többször is a média középpontjába került. 2007 novemberében olyan kép járta be a sajtót, amelyen fiatal férfiakkal összekarolva van lefotózva. A rendőrség által is megerősített információk szerint a halálát okozó baleset előtt egy melegbárban részegedett le.
Halála után Stefan Petzner, Haider helyettese és a pártelnök utódja egy rádióműsorban azt állította, évekig viszonya volt Haiderrel.
Özvegye beperelte az újságokat, és a grazi területi bíróság megállapította, hogy az újságok híresztelései alaptalanok voltak, és 2009-ben pénzbüntetésre ítélte őket, valamint eltiltotta az osztrák és német médiát, hogy Haiderről azt állítsa:  meleg volt.